# Aklankpa
Aklankpa (auch Aklampa) ist eine Stadt und ein Arrondissement im Departement Collines im westafrikanischen Staat Benin. Es ist eine Verwaltungseinheit, die der Gerichtsbarkeit der Kommune Glazoué untersteht.

## Demografie und Verwaltung
Gemäß der Volkszählung 2013 des beninischen Statistikamtes INSAE hatte das Arrondissement 25.756 Einwohner, davon waren 12.845 männlich und 12.911 weiblich.
Von den 68 Dörfern und Quartieren der Kommune Glazoué entfallen zehn auf Aklankpa:
1. Affizoungo
2. Affizoungo-Kpota
3. Agbagbadji
4. Allawénonsa
5. Allawénonsa-Tchaha
6. Amanhoungavissa
7. Antadji
8. Djanmandji
9. Lagbo
10. Sowiandji